# Enrique Esquivel
Enrique Esquivel, también conocido por su apelativo "La Matona", fue un futbolista mexicano que se desempeñaba como centrocampista. Formó parte de la alineación de la primera selección nacional de fútbol de México, que en 1923 jugó tres partidos amistosos contra su vecino del sur, Guatemala. Esquivel jugó en los tres partidos.
De su carrera en clubes solo se conoce que en 1916 debutó en el Pachuca AC, con quien en 1918 y 1920, ganó el campeonato mexicano. Luego se trasladó, junto con su compañero Horacio Ortiz, a la Ciudad de México para formar parte del Club América, con quien ganó los Campeonatos de 1925 y 1926.

## Palmarés
| Título                     | Club         | País   | Año     |
| -------------------------- | ------------ | ------ | ------- |
| Primera División de México | Club América | México | 1924-25 |
| Primera División de México | Club América | México | 1925-26 |